# Project Reality
Project Reality – modyfikacja gry komputerowej Battlefield 2, stworzona przez Project Reality Team w 2005 roku, której głównym celem jest zwiększenie realizmu gry oraz położenie nacisku na współpracę i grę zespołową. Project Reality przeznaczony jest głównie do gry wieloosobowej.
30 maja 2015 roku Project Reality wydany został jako samodzielna gra, niewymagająca do działania gry Battlefield 2. Nastąpiło to po zakończeniu wsparcia i wycofaniu z dystrybucji tej ostatniej przez EA Games.

## Opis gry
Project Reality to gra wojenna, której akcja rozgrywa się w XX i XXI wieku. Gracz, jako żołnierz jednej z dwudziestu jeden stron: Armii Stanów Zjednoczonych, Korpusu Piechoty Morskiej Stanów Zjednoczonych, Brytyjskich Sił Zbrojnych, Kanadyjskich Sił Zbrojnych, Bundeswehry, Francuskich Sił Zbrojnych, Holenderskich Sił Zbrojnych, Sił Obronnych Izraela, Wojska Polskiego, Chińskiej Armii Ludowo-Wyzwoleńczej, fikcyjnej Koalicji Środkowowschodniej (MEC), Hamasu, syryjskich rebeliantów, talibów, irackich oraz afrykańskich powstańców, Rosyjskich Sił Zbrojnych lub partyzanckiej milicji, może walczyć na ponad 60 mapach, zlokalizowanych w różnych częściach świata, m.in. na Bliskim i Dalekim Wschodzie, w Europie, Azjii oraz w rejonie Kaukazu. W trakcie tworzenia są również: Norweskie Siły Zbrojne, Fińskie Siły Zbrojne, Syryjskie Siły Zbrojne, Tureckie Siły Zbrojne, ISIS oraz Wojska Unii Afrykańskiej. Do frakcji tworzone są odpowiednio nowe mapy.
Podstawowym elementem gry jest piechota, jednak w grze dostępne są liczne pojazdy, m.in. transportery opancerzone, czołgi, śmigłowce czy samoloty.

### Historia
Powstały trzy rozszerzenia do modyfikacji – Vietnam, Falklands oraz Normandy, których akcja rozgrywa się odpowiednio podczas wojny wietnamskiej, wojny falklandzkiej oraz II wojny światowej (operacja „Overlord”). Wszystkie trzy dystrybuowane były wraz z wersją 0.98, do wersji 1.0 dołączony był wyłącznie dodatek Vietnam. Wraz z wyjściem aktualizacji 1.4 dodane zostało rozszerzenie Falklandy, posiadające m.in. największą w PR mapę, której rozmiar to 16x16 km. Aktualizacja 1.6 dodała na stałe teatr frontu zachodniego drugiej wojny światowej. Ponadto, od tej wersji producent oficjalnie zakończył wsparcie gry dla systemu operacyjnego Windows XP.

### Tryby gry
W grze występuje sześć trybów rozgrywki: Advance and Secure, Insurgency, Vehicle Warfare, Skirmish, Command and Control, Co-Operative.
Celem trybu Advance and Secure v2 (AAS v2, z ang. "Postępuj i zdobywaj") jest przejęcie kontroli nad wyznaczonymi punktami kontrolnymi znajdującymi się na mapie. Punkty te należy przejmować w określonej kolejności, co ma symulować przesuwanie się linii frontu. W trybie tym zwycięża ta drużyna, która przejmie kontrolę nad wszystkimi lub większością punktów kontrolnych bądź spowoduje znaczne straty po stronie nieprzyjaciela.
Tryb Advance and Secure v3 jest zbliżony do trybu AAS v2, jednak punkty kontrolne są w nim losowo wybierane na początku rozgrywki, w przeciwieństwie do trybu AAS v2, gdzie punkty te są z góry określone. W trybie Advance and Secure v4 punkty kontrolne również wybierane są losowo, jednak ułożone są one w ścieżki, mające lepiej odpowiadać posuwaniu się ofensywy.
Vehicle Warfare (z ang. "Działania zbrojne pojazdów") to tryb zbliżony do AAS, jednak skoncentrowany na działaniach wojsk pancernych, a nie jak w przypadku pozostałych trybów – piechocie. Związane z tym jest usunięcie niektórych aspektów gry (m.in. budowa posterunków frontowych) oraz pojawianie się na mapach bardzo dużej ilości pojazdów.
Tryb Insurgency (z ang. "Powstanie") symuluje walkę asymetryczną. W trybie tym wojska koalicji muszą odnaleźć i zniszczyć ukryte przez powstańców składy z bronią i amunicją. Koalicja uzyskuje informacje dotyczące przybliżonego położenia składów broni poprzez aresztowanie lub zabicie rebeliantów. Warunkiem zwycięstwa wojsk koalicji jest zniszczenie kilku składów amunicji. Powstańcy zwyciężają, gdy uda im się zadać znaczne straty wojskom koalicji, zanim ta zniszczy ich składy broni.
Skirmish (z ang. "Potyczka") to uproszczony tryb AAS, przeznaczony dla mniejszej liczby graczy. W trybie tym nie występują pojazdy, a teren, na którym toczy się walka, jest znacznie zmniejszony.
Command and Control (CnC, z ang. "Dowódź i kontroluj") jest trybem najbardziej swobodnym. Celem obu stron jest wzniesienie i ufortyfikowanie posterunku frontowego oraz jednoczesne zdobycie i zniszczenie nieprzyjacielskiego posterunku. W trybie CnC zwycięża ta drużyna, której uda się przejąć kontrolę nad całym obszarem walki i zniszczyć wrogi posterunek, lub gdy zada ona przeciwnikowi znaczne straty.
Ostatnim trybem gry jest Co-Operative (z ang. "Kooperacja"), w którym gracze walczą przeciwko sterowanym przez komputer przeciwnikom. Tryb przeznaczony jest głównie do zapoznania się ze sprzętem, bronią i pojazdami dostępnymi w grze oraz pozwala na grę jednoosobową. Na potrzeby tego trybu wprowadzono liczne uproszczenia, np. znacznie skrócono czas odradzania się graczy i pojazdów, a limity określające maksymalną liczbę graczy ze specjalistycznym uzbrojeniem (np. karabinem wyborowym) zniesiono.
Większość map w grze dostępna jest w kilku trybach rozgrywki.

### Realizm
Główną zmianą względem oryginalnego Battlefielda 2 jest znacznie zwiększony realizm gry. Osiągnięto go poprzez ograniczenie do minimum liczby informacji wyświetlanych na HUD, poprawę balistyki, zwiększenie zasięgu i siły rażenia broni, znaczne zwiększenie pola widzenia, wprowadzenie kilkuosobowej załogi do pojazdów, modyfikację systemu leczenia oraz szereg zmian mających na celu spowolnienie rozgrywki (np. wydłużenie czasu przeładowania broni, usunięcie możliwości odradzania się w punktach kontrolnych czy wprowadzenie map o dużej powierzchni od 1 do 256 km²).

## Odbiór w mediach
Project Reality zdobył drugie miejsce w konkursach organizowanych przez Mod DB na "Modyfikację Roku 2006" (Mod of the Year 2006) oraz "Modyfikację Roku 2007" (Mod of the Year 2007) oraz pierwsze miejsce w konkursie na "Modyfikację Roku 2008" (Mod of the Year 2008).
W kwietniu 2008 roku artykuł dotyczący gry Project Reality pojawił się w Soldier Magazine – oficjalnym magazynie British Army.
17 sierpnia 2015 roku Gry online opublikowało materiał dotyczący Project Reality.